# Kristallin
Als kristallin (Adjektiv) bezeichnet man Feststoffe, die aus kristallisiertem Material bestehen. Das Gegenteil dazu ist amorph.
In den geologischen und verwandten Wissenschaften sind vor allem anorganische, natürliche kristalline Substanzen – Minerale und Gesteine – Gegenstand der Forschung. So unterscheidet man in der Petrographie zwischen makrokristallinen (grobkristallinen), mikrokristallinen (feinkristallinen) und kryptokristallinen (dichten) Gesteinen. Makrokristalline Gesteine zeigen einzelne „Kristalle“ (in der Regel Körner genannt, vgl. Kristallit) schon auf den ersten Blick (z. B. Feldspäte, Quarz und Glimmer im Granit), während sie bei mikrokristallinen, bestimmten Kalksteinen oder Vulkangesteinen z. B., erst unter der Lupe oder einem Lichtmikroskop sichtbar werden. Bei kryptokristallinem Gestein (Feuerstein z. B.) sind die Kristalle selbst mithilfe eines Lichtmikroskops nicht mehr auflösbar.
Insbesondere in der Polymerphysik wird neben den Begriffen kristallin und amorph auch der Begriff teilkristallin verwendet. Handelsüblicher Zucker (Saccharose), kein Polymer, ist ein weithin bekanntes Beispiel für eine organische Substanz, die in kristalliner Form vorliegen kann.
In der Kunststoffchemie versteht man unter kristallinen Bereichen eines Kunststoffs die gleichmäßige parallele Anordnung der einzelnen Polymerstränge zueinander. Einheitliche, regelmäßige Strukturen geben dem Kunststoff eine extreme Härte und eine gute Lichtdurchlässigkeit.